# Baratti (Toskana)
Baratti ist ein Ortsteil (Fraktion, italienisch frazione) von Piombino in der Provinz Livorno, Region Toskana in Italien.

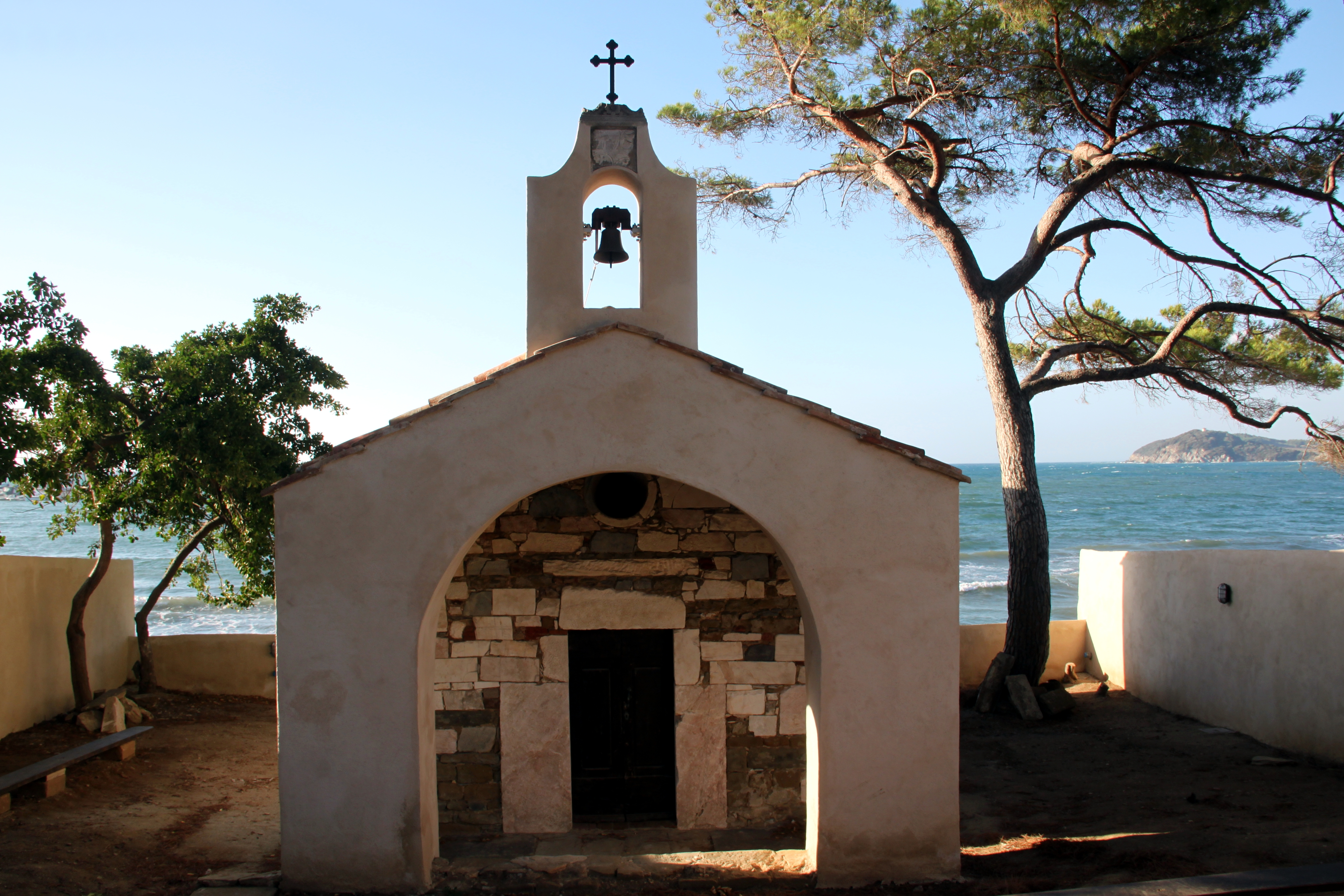
Die Cappella di San Cerbone

## Geografie
Der Ortsteil liegt ca. 8 km nördlich des Hauptortes Piombino an der Meeresbucht (Golf) Golfo di Baratti am Tyrrhenischen Meer in unmittelbarer Nähe zu Populonia und den etruskischen Grabungsstätten. Als Golf von Baratti wird der Teil des Tyrrhenischen Meeres bezeichnet, der zwischen der Landspitze (Promontorio) von Populonia (Punta delle Tonnarelle, südlicher Teil) und der Anhöhe Poggio del Mulino  nahe dem Poggio San Leonardo liegt. Im Jahr 2001 hatte der Ort Baratti 15 Einwohner. Er liegt auf 8 m Höhe über dem Meeresspiegel im Bistum Massa Marittima-Piombino. Der Ort liegt im nordwestlichen Gemeindegebiet von Piombino in unmittelbarer Nähe zu den Gemeindegrenzen von Campiglia Marittima (Ortsteil Venturina und Venturina Terme) und San Vincenzo (Torre Vecchia als südlichster Punkt der Gemeinde).

## Geschichte
Der Hafen von Baratti war der einzige Hafen der Etrusker. Der antike Hafen befand sich im zentralen Teil des Golfes bei Casone wenige Meter nördlich der heutigen Grabungsstätte Necropoli di San Cerbone. Der heutige Hafen wurde erstmals am 23. April 1118 als Porto Barattori in einem Dokument der Gherardesca erwähnt. Die bis 1399 herrschenden Pisaner errichteten 1305 eine neue Mole für den Hafen. 1448 diente der Ort Alfons V. als Basis für seine Kriegsaktivitäten in der Maremma.
Der viereckige Turm Torre di Baratti, auch Torre di Porto Baratti genannt, entstand im 15. Jahrhundert als Verteidigungsturm an der Küste, um das Fürstentum Piombino vor Piraten zu schützen. 1968 wurde von Fischern die Amphore von Baratti (Anfora di Baratti) gefunden. Das Silbergefäß mit 132 Abbildungen von Personen aus der Mythologie stammt ursprünglich aus Antakya und wurde im 4. Jahrhundert hergestellt. Es befindet sich heute im Museum Museo archeologico del territorio di Populonia in Piombino.

## Sehenswürdigkeiten
- Cappella di San Cerbone, dem Cerbonius gewidmete Kapelle am Ufer des Golfes ca. 1 km südlich des Ortes Baratti. Die Kathedrale San Cerbone in Massa Marittima, Hauptkirche des Bistums Massa Marittima-Piombino, ist ebenfalls dem Cerbonius gewidmet. Die Kapelle entstand zwischen dem Ende des 16. und dem Beginn des 17. Jahrhunderts über einem viel älteren Gebäude an der Stelle des ersten Bestattungsortes von Cerbonius, bevor er in den Dom von Massa Marittima umgebettet wurde. Ein Marmorelement der Fassade und das in den Campanile integrierte Bildnis stammen aus dem 3. oder 4. Jahrhundert.[6]
- Casa Saldarini, von dem Architekten Vittorio Giorgini 1962 fertiggestelltes Haus in unmittelbarer Nähe des Ortes, gehört zu den wichtigsten Werken des Künstlers.[7]
- Faro di Baratti, Leuchtturm, liegt ca. 150 m nordwestlich des Torre di Baratti. Der 4 m hohe Leuchtturm wurde am Anfang des 20. Jahrhunderts eingeweiht und hat eine Leuchtweite von 9 Seemeilen.[8]

## Verkehr
- Der Ort ist über die 5 km östlich gelegene Anschlussstelle Venturina an die Staatsstraße Strada Statale 1 Via Aurelia angeschlossen. Unmittelbar am Ort liegt die Provinzialstraße Strada provinciale 23 della Principessa.
- An den Schienenverkehr ist der Ort über den Bahnhof Stazione di Populonia, der ca. 1 km östlich liegt, angeschlossen. Er liegt an der Strecke Piombino–Livorno.

## Bilder

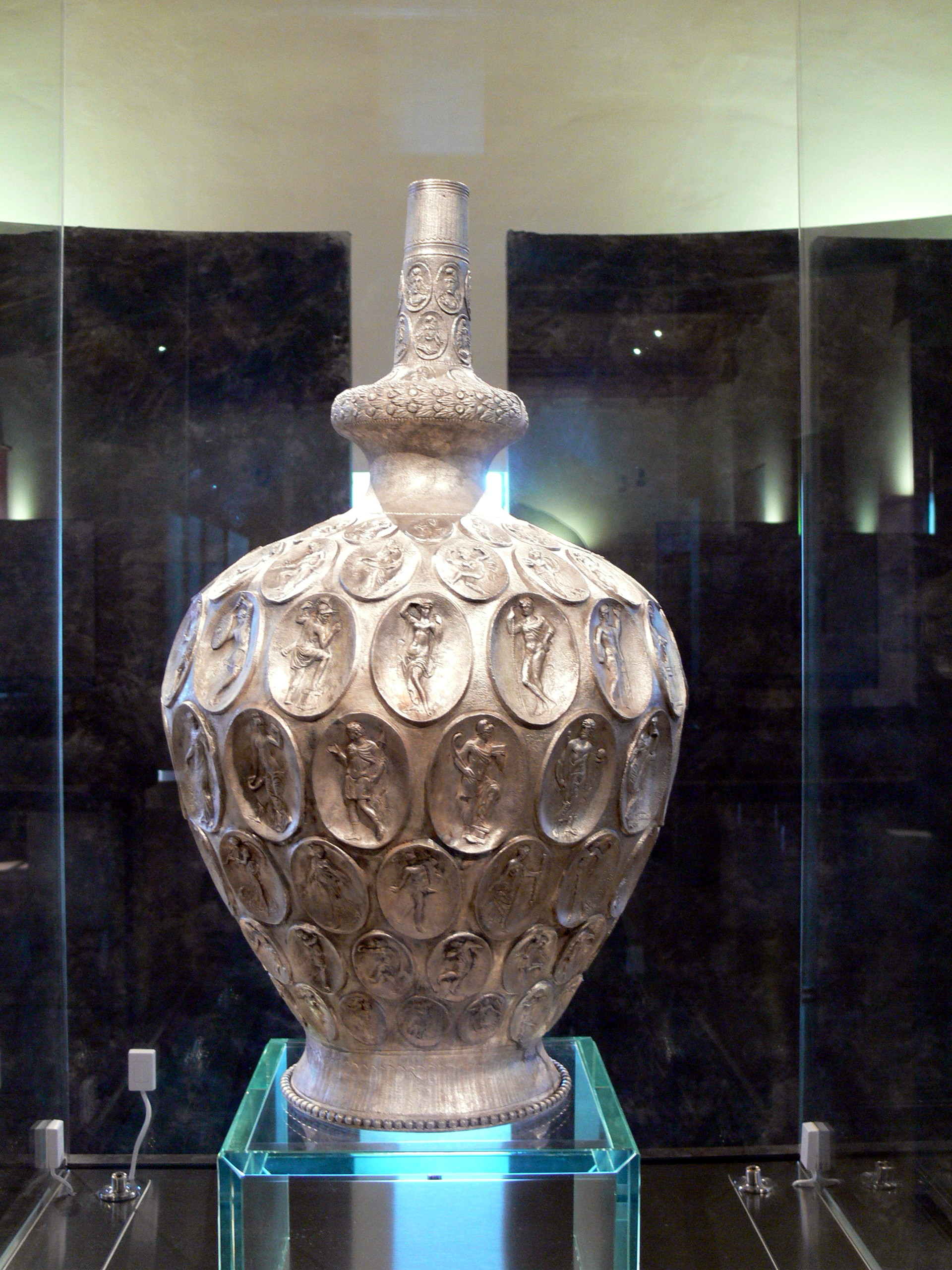
Die Amphore von Baratti, heute im Museo archeologico del territorio di Populonia in Piombino
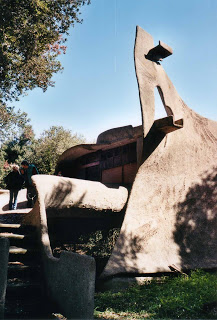
Casa Saldarini
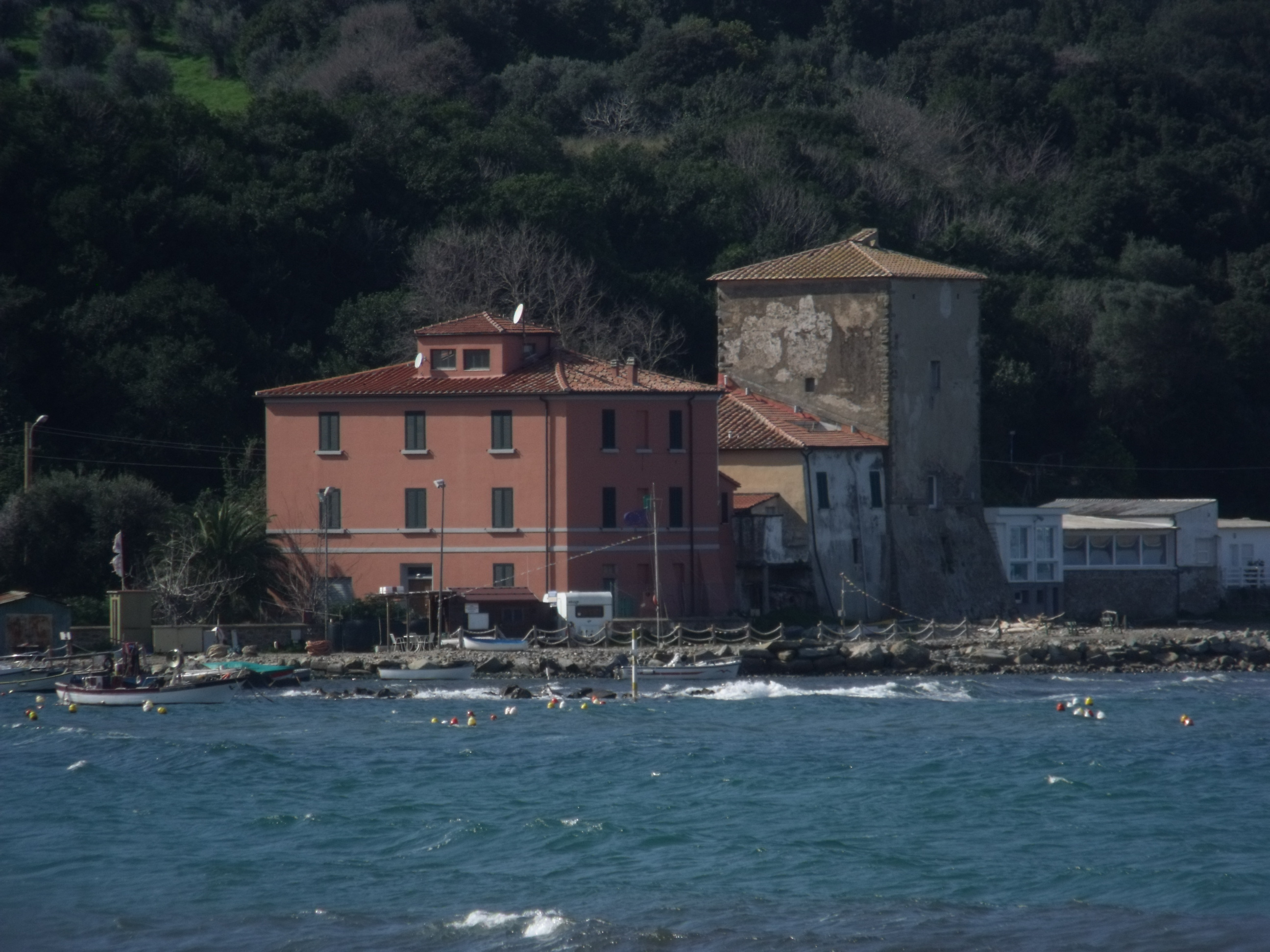
Der Hafen Porto di Baratti, rechts daneben der Torre di Baratti
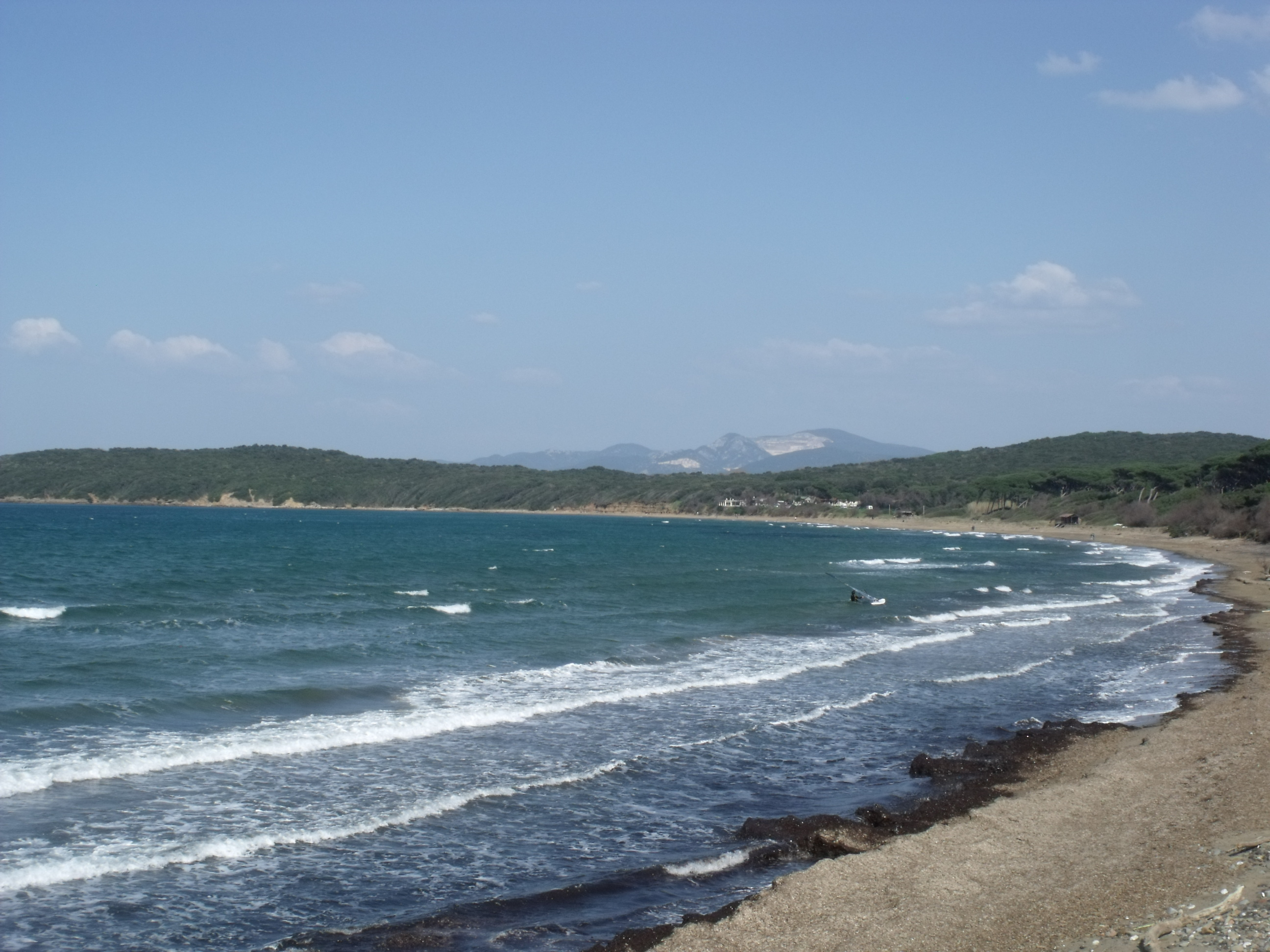
Ostseite des Golfes, im Hintergrund der Ort Baratti vor den Monti del Campigliese
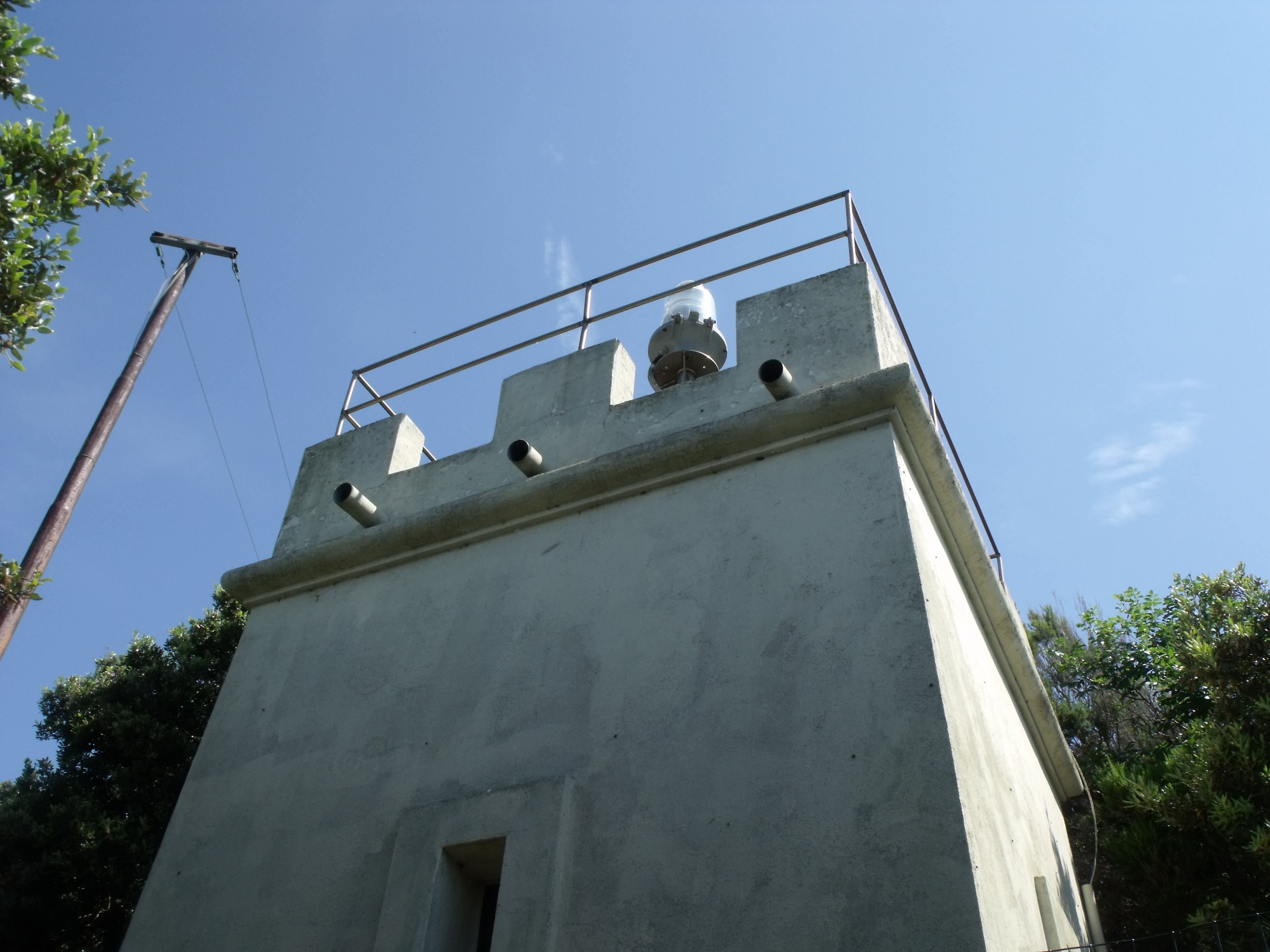
Der Leuchtturm Faro di Baratti